# تعلیق جودوی ایران
تعلیق جودوی ایران در ۱۳۹۸ خورشیدی هنگامی رخ داد که مشخص شد ورزشکاران ایرانی در پی اخطارهای قبلی باز هم در مقابل ورزشکاران اسرائیلی بازی نکردند.

## دلیل تعلیق
فدراسیون جهانی جودو، به دنبال اتفاقاتی که در مسابقات جودوی قهرمانی ۲۰۱۹ میلادی جهان در توکیو رخ داد، محرومیت نهایی فدراسیون جودوی ایران از حضور در تمامی مسابقات و رویدادها و فعالیت‌های اجتماعی تحت نظارت فدراسیون جهانی جودو اعلام کرد .

## رای نهایی
فدراسیون جهانی جودو اعلام کرد حکم نهایی را در مورد فدراسیون جودوی ایران صادر کرده و گفت فدراسیون جودوی ایران تا زمانی که تضمین محکمی مبنی بر اینکه ثابت کند که به اساسنامه فدراسیون جهانی پایبند است و قبول کند که ورزشکارانش مقابل ورزشکاران اسرائیلی مسابقه خواهند داد، از حضور در تمامی مسابقات و رویدادهای بین‌المللی محروم خواهد بود.